# Kasgraben
Kasgraben är ett periodiskt vattendrag i Österrike.   Det ligger i förbundslandet Wien, i den östra delen av landet, 12 km väster om huvudstaden Wien.
I omgivningarna runt Kasgraben växer i huvudsak blandskog. Runt Kasgraben är det mycket tätbefolkat, med 3 134 invånare per kvadratkilometer.